# Чарторыйский, Адам Кароль
/Князь Адам Кароль Иисус Мария Юзеф Чарторыйский, также Адам Кароль Чарторыйский Бурбон-Сицилийский) (пол. Adam Karol Jesus Maria Józef Czartoryski; исп. Adán Carlos Jesús María José Czartoryski y de Bórbon-Dos Sicilias) (род. 2 января 1940, Севилья) — польско-испанский аристократ, основатель и президент Фонда князей Чарторыйских в Кракове. Прямой потомок великого князя литовского Гедимина в 17 поколении и великого князя Московского Дмитрия Шемяки в 18 поколении. Согласно законам престолонаследия имеет самые большие шансы занять престол в случае реставрации монархии в Литве и Беларуси.

## Биография
Представитель польско-литовского княжеского рода Чарторыйских. Старший сын князя Августина Юзефа Чарторыйского (1907—1946) и Марии де Лос Долорес Бурбон (1909—1996), принцессы Королевства Обеих Сицилий.
Князь Адам Кароль является единственным мужским представителем старшей линии князей Чарторыйских (потомки Адама Ежи Чарторыйского), а также через мать и её сестру Марию де лос Мерседес — двоюродным братом короля Испании Хуана Карлоса I.
Его отношения с Польшей были восстановлены, когда после падения железного занавеса в 1989 году польский верховный суд вернул Музей Князей Чарторыйских в Кракове Адаму Каролю Чарторыйскому как его законному владельцу. Тогда 22 сентября 1991 года Адам Кароль основал Фонд Князей Чарторыйских, в который вошли старейший в стране Музей Чарторыйских и Библиотека Чарторыйских, которые теперь должны навечно служить польскому народу.

## Семья
25 января 1977 года в Лондоне он женился на Норе Пиккотто (род. 9 сентября 1942), дочери Фердинанда Пиккотто, итальянца еврейского происхождения, и Эдит Ротенберг, также еврейского происхождения. Нора работала в качестве консультанта в киноиндустрии по связям с общественностью, а также моделью. В 1986 году супруги развелись. От этого брака у князя единственная дочь Тамара Лаура Чарторыйская (род. 1978).
В настоящее время князь Адам Кароль Чарторыйский проживает в Великобритании. 12 декабря 2000 года вторично женился на Жозетте Джалил.

## Увлечения
Князь занимается каратэ, имеет черный пояс и пятый дан. Он также внес вклад в организацию и создание Испанской Федерации каратэ. Князь был вице-президентом Всемирного Союза каратэ, Всемирной Федерации каратэ, а также Европейский союз каратэ на протяжении более двух десятилетий.

## Награды и почётные звания
- Рыцарь Ронда (Real Maestranza de Caballeria de Ronda)

- Рыцарь Мадрида (Hijos Dalgo de la Nobleza de Madrid)

- Член Мосарабов Толедо (Mozarabes-де-Толедо)

- Член Священного военного ордена Святого Георгия

- Мальтийский Рыцарь

- Командорский крест со звездой польского ордена Polonia Restituta

## Спортивные награды
- Серебряная Медаль Испанской Федерации Дзюдо (FEJ)

- Золотая Медаль Испанской Федерации Борьбы (FEL)

- Золотая Медаль Международной Федерации Борьбы (FILA)

- Золотая Медаль Министерства Спорта Тайваня.